# Grästjärnen (Ljusnarsbergs socken, Västmanland, 665821-144549)
Grästjärnen är en sjö i Ljusnarsbergs kommun i Västmanland och ingår i Norrströms huvudavrinningsområde.